# Знаме на Оклахома
Знамето на Оклахома е официаното знаме на американския щат Оклахома. Състои се от традиционен щит от бизонова кожа на народа осейджи със седем орлови пера на небесносин фон.